# Louis Lebel (homme politique canadien)
Pour les articles homonymes, voir Louis Lebel et Lebel.

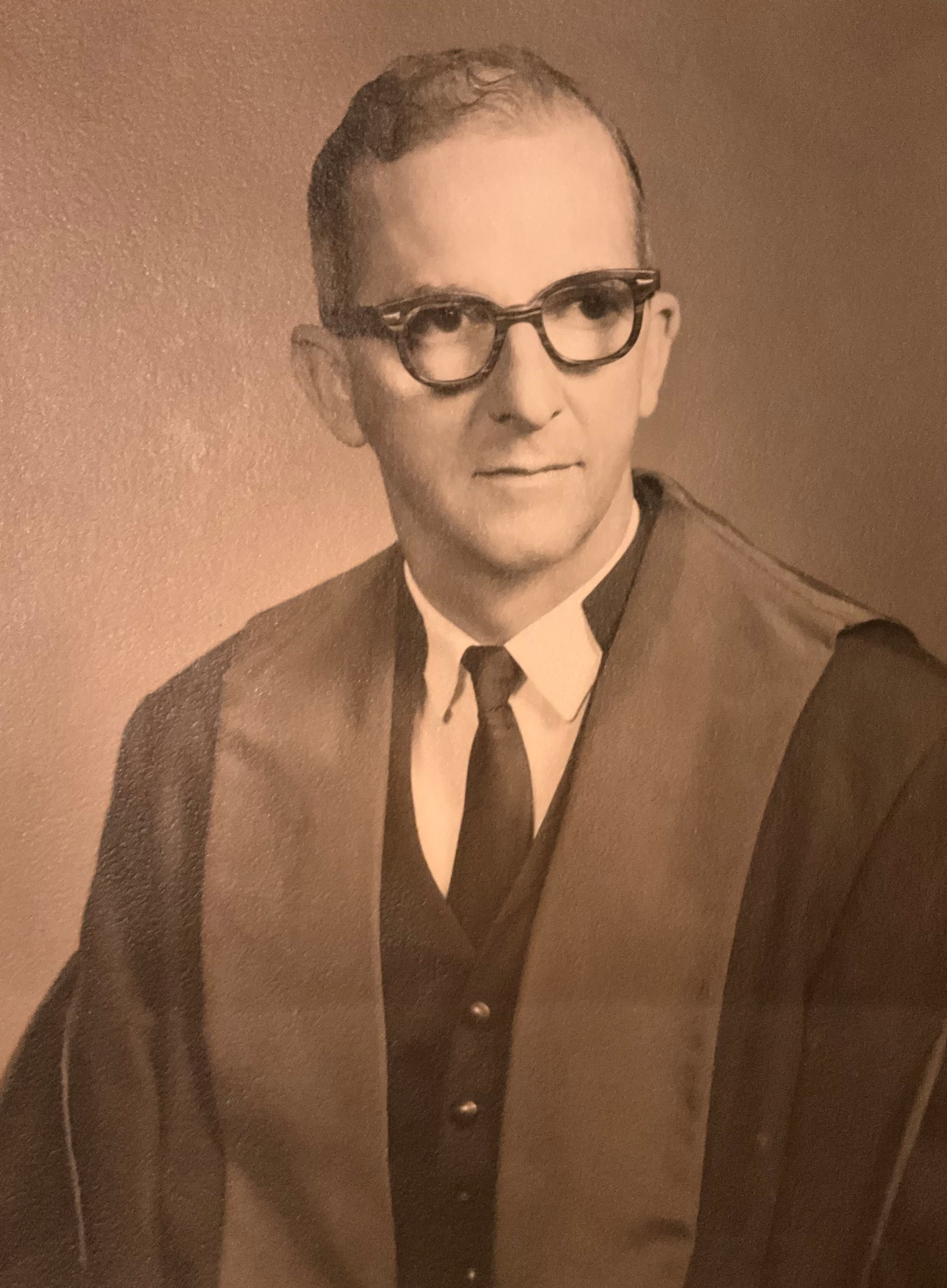

Louis A. LeBel, né le 17 janvier 1916 à Saint-Léonard au Nouveau-Brunswick et décédé le 30 novembre 1998 au Foyer Saint-Joseph de Saint-Basile, était un avocat, notaire et homme politique canadien.

## Biographie
Louis A. LeBel a étudié à l'école primaire de Saint-Léonard, au Couvent Sacré-Cœur de Bathurst, au Collège Van Buren à Van Buren aux États-Unis, au Collège Sacré-Cœur de Bathurst, et à l'Université du Nouveau-Brunswick.  Après avoir complété ses études en droit en 1939, il s’installe à Saint-Quentin et devient le premier avocat résident du village. Il se marie avec Yvonne Roy le 15 juin 1942. Ils auront huit enfants et ils en adopteront un : Bernadette, Jocelyne, Marguerite, Michel, Pierre, Monique, Marc, Louise et Stéphane.
En plus de pratiquer le droit à Saint-Quentin, Louis A. LeBel a exercé les fonctions de Coroner pour le comté de Restigouche et de Greffier de la Cour Suprême, Division du Banc de la Reine pour le même comté (1942-1948). Il a été député à l’Assemblée législative du Nouveau-Brunswick comme représentant du comté de Restigouche de 1948 à 1952. De 1960 à 1961, il a été membre de la Commission Bridges, Commission royale d’enquête sur le problème des alcools au Nouveau-Brunswick. Il a été nommé Conseiller de la Reine en 1963. Cette même année, il est nommé Juge de la Cour provincial à Edmundston, poste qu’il occupera jusqu’en 1965 alors qu’il est nommé à la présidence du Tribunal de l’expropriation du Nouveau-Brunswick. Il occupera cette fonction jusqu’à sa retraite en 1984. 
Louis A. LeBel a été très actif dans sa communauté en participant à de nombreuses organisations bénévoles. En 1974 et 1975, il a présidé un comité d’étude sur l’enseignement supérieur au Nouveau-Brunswick. Le rapport de ce comité, connu sous le vocable Rapport LeBel, a modifié considérablement les structures de l’Université francophone du Nouveau-Brunswick en ouvrant la voie à une université à trois campus : Edmundston, Moncton et Shippagan.